# Tabriz Khalilbeyli
Tabriz Khalilbeyli (ázerbájdžánsky Xəlilbəyli Təbriz Xəlil Rza oğlu) (12. února 1964, Baku, Ázerbájdžán - 31. ledna 1992, Nakhichevanik) byl ázerbájdžánským národním hrdinou a bojovníkem války o Karabach.

## Raný život a vzdělání
Khalilbeyli se narodil 12. února 1964 v Baku, Ázerbájdžánské SSR. V roce 1969 ukončil své středoškolské vzdělání ve škole č. 18 pojmenované pod Mikayila Mushfiga. V roce 1982 vstoupil do Ázerbájdžánské státní univerzity kultury a umění. Po absolvování studia začal pracovat na kinematografickém studiu v Ázerbájdžánu, pojmenovaném pod J. Jabbarliho.

### Osobní život
Khalilbeyli ženatý a měl dvě dcery.

## Válka o Náhorní Karabach
Když začala válka o Náhorní Karabach, Khalilbeyli dobrovolně vstoupil do Ázerbájdžánské armády a šel do fronty. Podílel se na všech bitvách kolem vesnic Khromord a Nakhichevanik. Tabriz Khalilbeyli získal titul "Šedý vlk" Ministerstva vnitra Ázerbájdžánu za svou účast v bitvách.
Khalilbeyli zemřel v operaci Dashalty, kterou provedla ázerbájdžánská armáda, aby vrátila vesnici Dashalty z arménských ozbrojených jednotek.

## Národní hrdina
Tabriz Khalilbeyli byl pohřben na Hřbitově mučedníků v Baku. Po smrti podle vyhlášky ázerbájdžánského prezidenta ze dne 8. října 1992 získal titul Národního hrdinu Ázerbájdžánu.
Jedna z ulic Baku a okresu Salyan a loď používaná pro zvláštní službu byla pojmenována po něm.